# Holcocera anthracographa
Holcocera anthracographa är en fjärilsart som beskrevs av Edward Meyrick 1937. Holcocera anthracographa ingår i släktet Holcocera och familjen förnamalar. Inga underarter finns listade i Catalogue of Life.